# Лабин
Ла́бин (хорв. Labin, італ. Albona) — місто в Хорватії, у східній частині півострова Істрія. Населення міста — 5 806 осіб (2021).

## Загальні відомості
Лабин розташований на шосе Пула — Рієка за 5 кілометрів від узбережжя затоки Кварнер.
Стара частина Лабина знаходиться на вершині пагорбу заввишки 320 метрів. Нові квартали міста (Подлабин), розташовані біля підніжжя.
Багато років Лабин був головним вугледобувним центром Хорватії, однак поступово всі шахти закрили (остання — в 1989 р.). Тепер головна стаття доходів міста — туризм.
На узбережжі, за 5 кілометрів від міста розташований відомий курорт Рабаць.

## Історія

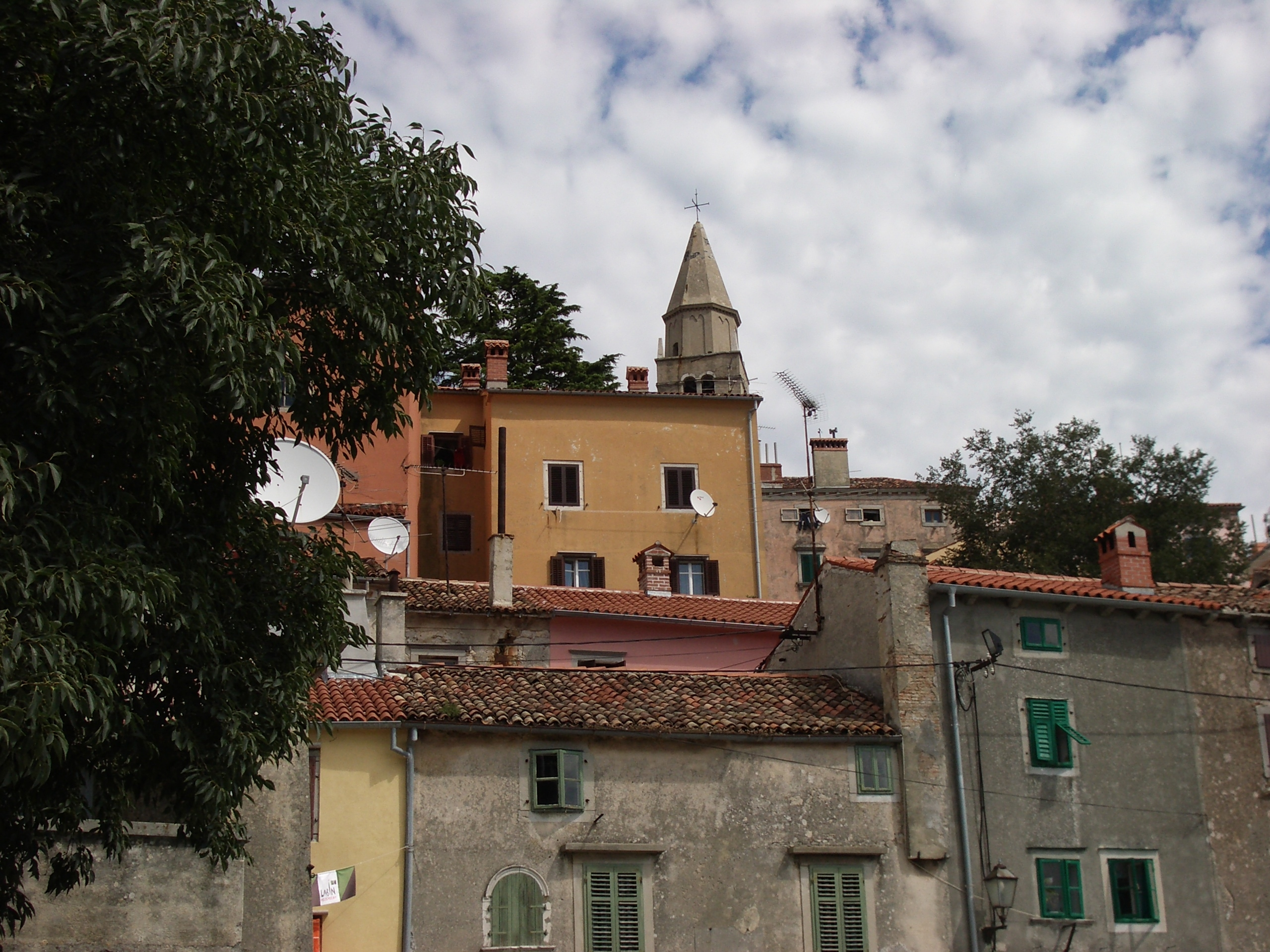
Старе місто Лабина

Лабин був заснований як римське поселення Албона; в Середні віки він був одним із перших міст в Істрії, хто визнав владу Венеції — в 1430 р. венеційське правління залишило помітний слід в архітектурі міста, по периметру міста були зведені потужні оборонні споруди.
В 1920 р. місто разом зі всією Істрією увійшло до складу Італії. В 1921 р. в місті була проголошена Лабинська республіка, придушена військами. Це повстання вважається першим антифашистським виступом у світі та найважливішою подією в історії лабинських гірників. Після Другої світової війни перейшов до Югославії. З 1991 р. — в складі незалежної Хорватії.
Див. також Історія Істрії

## Населення
Населення громади за даними перепису 2011 року становило 11 642 осіб. Населення самого міста становило 6 893 осіб.
Динаміка чисельності населення громади:
Динаміка чисельності населення міста:

## Населені пункти
Крім міста Лабин, до громади також входять: 
- Бартичі
- Брег
- Дуга Лука
- Гондоличі
- Гора Глушичі
- Капелиця
- Краньці
- Марцеляни
- Пресика
- Рабаць
- Рипенда Коси
- Рипенда Крас
- Рипенда Вербанці
- Рогочана
- Салаковці
- Винеж

## Клімат
Середня річна температура становить 13,30°C, середня максимальна – 25,87°C, а середня мінімальна – 0,82°C. Середня річна кількість опадів – 1050 мм.
| Клімат міста                                  | Клімат міста | Клімат міста | Клімат міста | Клімат міста | Клімат міста | Клімат міста | Клімат міста | Клімат міста | Клімат міста | Клімат міста | Клімат міста | Клімат міста | Клімат міста |
| Показник                                      | Січ.         | Лют.         | Бер.         | Квіт.        | Трав.        | Черв.        | Лип.         | Серп.        | Вер.         | Жовт.        | Лист.        | Груд.        |              |
| Середній максимум, °C                         | 9,46         | 9,17         | 12,23        | 15,28        | 20,41        | 24,72        | 25,87        | 25,67        | 21,17        | 16,70        | 11,97        | 9,35         |              |
| Середня температура, °C                       | 5,28         | 5,00         | 8,05         | 11,11        | 16,22        | 20,56        | 22,98        | 22,78        | 18,28        | 13,81        | 9,08         | 6,45         |              |
| Середній мінімум, °C                          | 1,10         | 0,82         | 3,88         | 6,92         | 12,05        | 16,36        | 20,08        | 19,88        | 15,38        | 10,92        | 6,18         | 3,56         |              |
| Норма опадів, мм                              | 84           | 69           | 76           | 80           | 71           | 82           | 56           | 81           | 96           | 122          | 131          | 102          |              |
| Середньомісячна швидкість вітру, м/с          | 2.92         | 3.14         | 3.19         | 3.05         | 2.74         | 2.62         | 2.58         | 2.60         | 2.72         | 3.01         | 3.24         | 3.18         |              |
| Середньомісячна сонячна радіація, кДж/м²·день | 4571         | 7446         | 10728        | 15292        | 19508        | 21233        | 22187        | 19311        | 14243        | 9213         | 4996         | 3877         |              |
| --------------------------------------------- | ------------ | ------------ | ------------ | ------------ | ------------ | ------------ | ------------ | ------------ | ------------ | ------------ | ------------ | ------------ | ------------ |
| Джерело:                                      |              |              |              |              |              |              |              |              |              |              |              |              |              |

## Пам'ятки

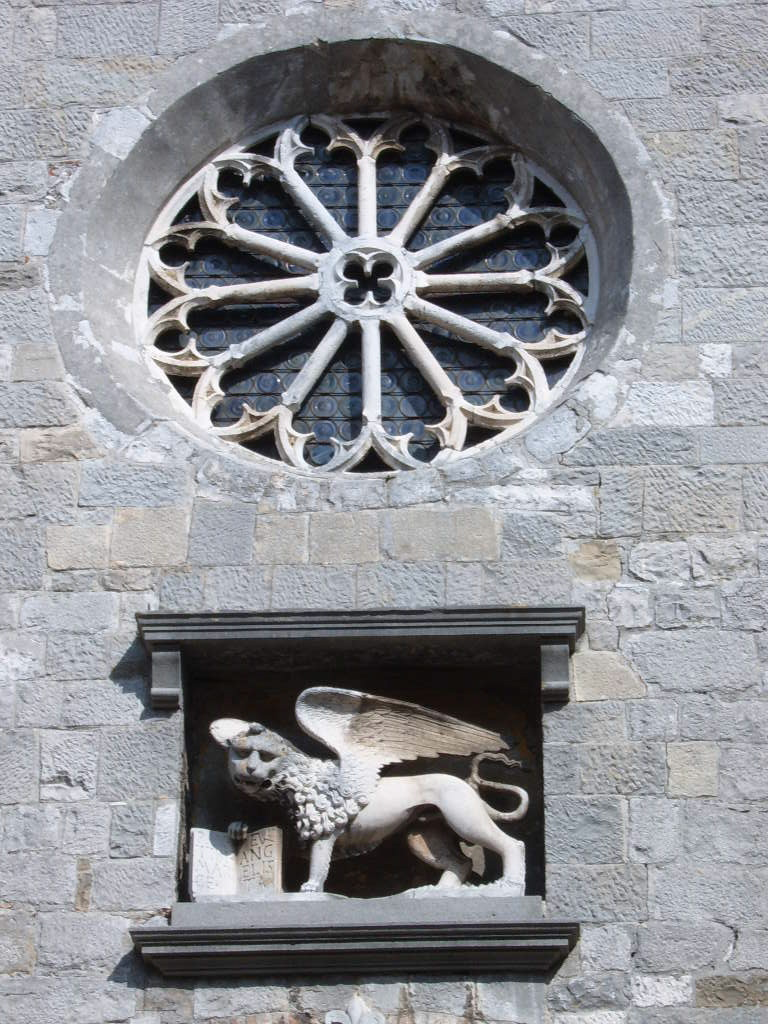
Фасад церкви св. Марії

- Церква св. Марії — збудована в XIV ст., повністю перебудована у XVI — XVII ст.. На найвищій точці лабинського пагорба споруджено дзвіницю 1623 р.
- Палац Баттіала-Лазаріні бароковий палац першої половини XVIII ст., поряд знаходиться каплиця св. Степана XVIII ст..
- Преторіанський палац  XV ст. розташований на центральній площі старого міста.
- Міські мури  — споруджені в XIV ст., пізніше неодноразово перебудовувались.

## Відомі особистості
У місті народився:
- Йосип Белушич (1847—?) — хорватський винахідник.